# Sośnicowická stezka
Sośnicowická stezka (č. 7114), polsky Szlak Sośnicowicki, je černě značená pěší trasa v okrese Gliwice ve Slezském vojvodství v Polsku, .

## Základní informace
Trasa vede hlavně vesnickými, polními cestami, loukami. Převýšení je asi 57 m. Nejnižší bod je na počátku trasy za obci Trachy, nejvyšší v km 11,27.

## Průběh trasy
- Trachy
- Sośnicowice
- Łany Wielkie
- Kozłów
- Gliwice
- Rzeczyce